# 大ザレの滝
大ザレの滝（おおざれのたき）は、佐渡島（新潟県佐渡市）の外海府海岸に掛かる海岸瀑。

## 概要
佐渡島外海府海岸北部の大ザレ川の河口に掛かる落差45 mの大滝。滝の上空には新潟県道45号佐渡一周線が真っ赤な海府大橋をかけ、滝の2 kmほど上流には山居の池がある。

## 登山史
- 2016年9月 - 小阪健一郎ら3人のクライマーが初登攀に成功した[2]。